# Johan I av Brandenburg
Johan I av Brandenburg (tyska: Johann I. von Brandenburg), född omkring år 1213, död 4 april 1266, var tillsammans med sin bror Otto III av Brandenburg markgreve av Markgrevskapet Brandenburg i det Tysk-romerska riket från år 1220 till sin död 1266.  De tillhörde ätten Askanien.
Johan och Otto är framförallt kända för att ha låtit grunda och bygga ut många städer i östra Tyskland, bland andra Berlin och Frankfurt an der Oder.

## Biografi

### Uppväxt
Johan var äldste son till markgreven Albrekt II av Brandenburg och hans hustru Mathilde av Lausitz, och därmed på mödernet barnbarn till greven Konrad II av Groitzsch av huset Wettin.  Vid faderns död 25 februari 1220 var Johan och den två år yngre brodern Otto omyndiga, och Brandenburg kom att regeras genom de närmaste manliga släktingarna ärkebiskop Albrekt av Magdeburg och fursten Henrik I av Anhalt, på kejsaren Fredrik II:s uppdrag.  1221 köpte Johans mor, änkan Mathilde av Lausitz, länsförmyndarrätten av ärkebiskop Albrecht, och hon kom därefter att samregera med Henrik av Anhalt.
Modern Mathilde dog 1225, varefter bröderna till namnet var regerande länsherrar över Brandenburg; från år 1231, då de båda erhöll riddarslaget i Brandenburg Neustadt, var deras förmyndarskap över.

### Delning av Brandenburg
Bröderna samregerade Brandenburgs territorium fram till 1258, då markgrevskapet delades i två delar. Johan I fick Stendal och Altmark, som vid denna tid fortfarande sågs som markgrevskapets ursprungliga kärnland, samt Havelland och Uckermark, och grundade därmed linjen Brandenburg-Stendal av huset Askanien. Otto III styrde över Spandau, Salzwedel, Barnim, Lebuser Land och Stargard, och grundade linjen Brandenburg-Salzwedel. Bröderna fortsatte dock att representera Brandenburg tillsammans och även under deras ättlingar kom både Johans och Ottos efterlevande att erkännas som markgrevar och medregenter av Brandenburg. Genom Valdemar av Brandenburg återförenades sedermera de båda linjerna 1317, efter att linjen Brandenburg-Salzwedel dött ut, men kort därefter utslocknade även Brandenburg-Stendallinjen och hela huset Askaniens brandenburgska gren på manssidan 1320, varefter huset Wittelsbach förlänades med markgrevetiteln.

### Politik
Johan I och Otto III:s tid som markgrevar av Brandenburg kännetecknas av expansion, och under deras regeringstid kom de sista delarna av Barnim och Teltow, Uckermark, herrskapet Stargard och Lebuser Land att komma under huset Askanien.  Även öster om Oder i Neumark kom markgrevarna att bygga ut sin makt.  Brandenburgs ökade makt under denna tid tog sig bland annat uttryck i Otto III:s kandidatur till Kung av Tyskland 1256. 
Under denna period grundades många städer i de nykoloniserade områdena i Mittelmark och vid Oder.  Dubbelstäderna Cölln och Berlin, samt Spandau, kom att byggas ut under denna tid, och Frankfurt an der Oder och Neu-Landsberg i nuvarande Polen grundades.  Från 1230-talet och framåt kom Johan att bygga ut och använda Spandaus borg som sitt viktigaste residens, istället för den tidigare residensstaden Brandenburg an der Havel.

## Eftermäle
Johan I ligger begravd i det kloster som han grundade 1258, Kloster Chorin nära Eberswalde nordost om Berlin.  Han är tillsammans med sin bror Otto framförallt ihågkommen för sin viktiga roll i utbyggnaden av de städer som senare bildade det moderna Berlin, och för att ha stärkt huset Askaniens och markgrevskapet Brandenburgs ställning öster om Elbe.

## Familj
Johan gifte sig 1230 med prinsessan Sofie av Danmark (1217-1247), dotter till kung Valdemar Sejr och Berengaria av Portugal.  De fick följande barn:
- Johan II av Brandenburg (omkr. 1237 – 1281), medregent som markgreve av Brandenburg.
- Otto IV av Brandenburg (omkr. 1238–1308), markgreve av Brandenburg.
- Erik av Brandenburg (omkr. 1242–1295), ärkebiskop av Magdeburg 1283–1295.
- Konrad I av Brandenburg (ca. 1240–1304), medregent som markgreve av Brandenburg, far till Valdemar av Brandenburg.
- Helene (1241/42 –1304), gift 1258 med markgreven Dietrich av Landsberg, (1242–1285).

Sofie avled under en resa till Danmark 1247 i barnsäng.
Han gifte sig andra gången 1255 med Jutta av Sachsen (? –1287), dotter till Albrekt I av Sachsen och Agnes av Thüringen (död före 1247).  I det äktenskapet föddes:
- Agnes av Brandenburg (efter 1255–1304), drottning av Danmark genom giftermål 1273 med kung Erik Klipping (1249 –1286), omgift 1293 med greve Gerhard II av Holstein (1254–1312).
- Henrik I "utan land", (1256–1318), medregerande markgreve av Brandenburg och markgreve av Landsberg, gift med Agnes av Bayern, dotter till hertig Ludvig II av Bayern.
- Mechthild (?–före 1309), gift med hertig Bogislav IV av Pommern, (1258–1309)
- Albrekt (ca. 1258–1290)
- Hermann (?–1291), biskop av Havelberg 1290-1291.

## Galleri

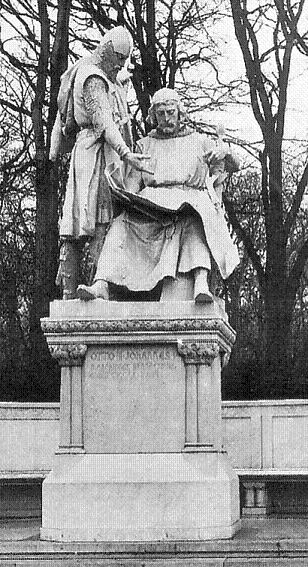
Max Baumbachs skulptur av bröderna och markgrevarna Johan I och Otto III, avbildade som grundare av Berlin, avtäcktes år 1900 och stod fram till 1930-talet i Siegesallee.  Idag finns den temporärt uppställd i Zitadelle Spandau.
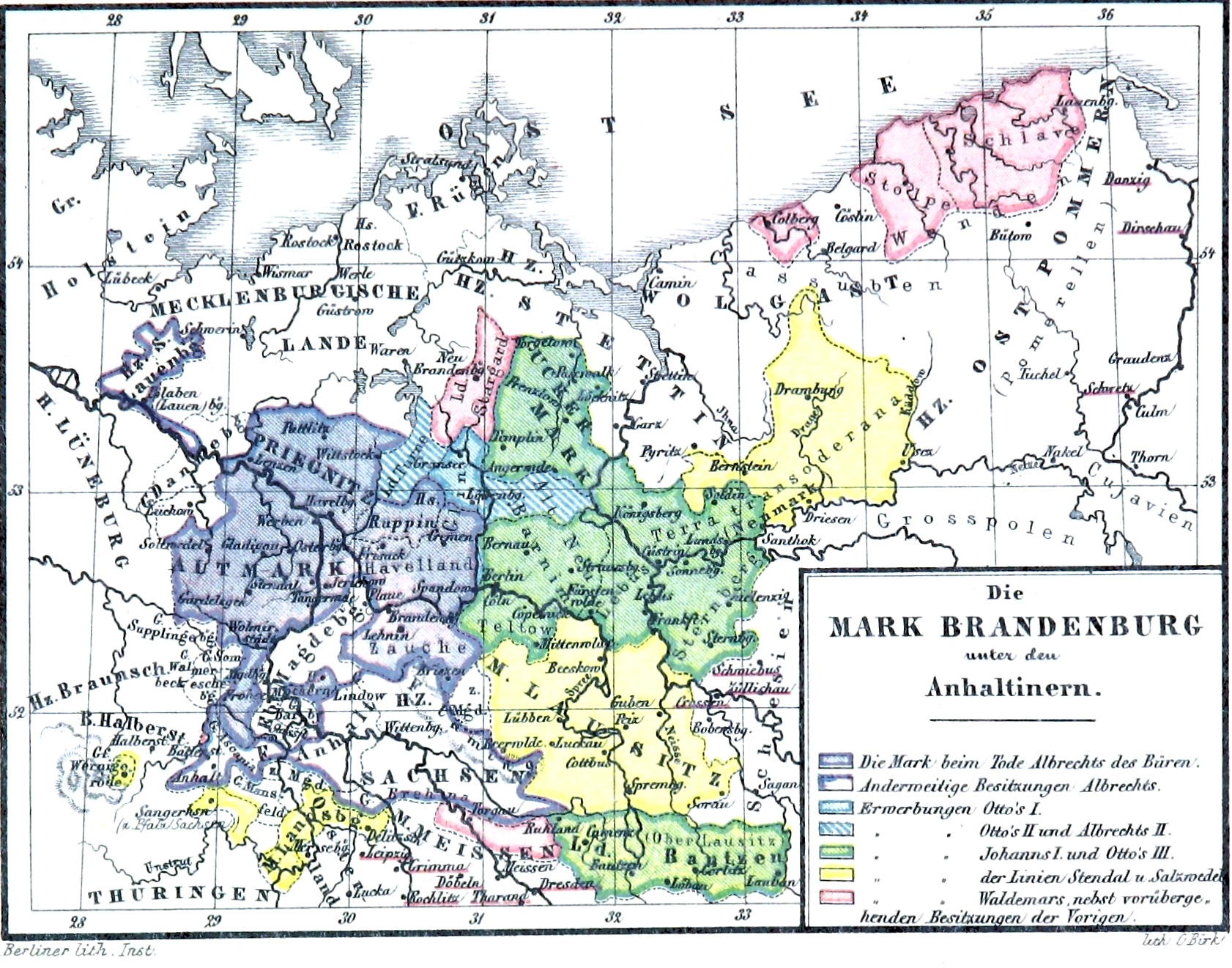
Markgrevskapet Brandenburgs expansion under huset Askanien.